# Believe Tour
A Believe Tour foi a segunda turnê mundial do cantor canadense Justin Bieber, feita para promover seu terceiro álbum de estúdio, Believe. As primeiras datas da turnê foram divulgadas oficialmente cerca de um mês antes do lançamento do álbum, em 23 de maio de 2012, com quarenta e seis datas já agendadas apenas na América do Norte. A 2 de julho de 2012, a rádio Capital FM anunciou que o canadense faria mais seis concertos no Reino Unido, que ocorreriam antes da ida do cantor para a Alemanha, entre 21 de fevereiro e 4 de março. Como atração de abertura, foram confirmados os cantores Cody Simpson e Carly Rae Jepsen, além de haverem rumores de que a boyband The Wanted também possa abrir os shows de Bieber durante sua passagem na Europa. Ao longo da turnê, diversos artistas participaram dos concertos, fazendo duetos com Bieber, como aconteceu com a canadense Carly Rae Jepsen, ou em apresentações solo, como a realizada por Usher em Las Vegas no início da turnê.
A turnê começou na cidade de Glendale, no Arizona. Sua estreia parou em várias manchetes após o cantor passar mal durante o show. As performances de "Out of Town Girl" e de "Beauty and a Beat" precisaram ser interrompidas após Bieber vomitar duas vezes no palco. O cantor declarou mais tarde que o motivo de ter passado mal foi o leite que tomou momentos antes do concerto se iniciar. A turnê enfrentou mais problemas durante a apresentação em Tacoma. Após o término do show, Bieber escreveu em sua conta no Twitter que seu notebook pessoal e uma câmera fotográfica haviam sido roubados durante o show. Três dias depois, estreou no VEVO o videoclipe de "Beauty and a Beat", e Bieber afirmou que o "suposto assalto" havia sido uma farsa para promover o novo vídeo.

## Antecedentes
Em 23 de maio de 2012, as primeiras datas da turnê foram divulgadas no fã-clube oficial do cantor, e contavam com quarenta e seis shows agendados apenas na América do Norte. Cerca de um mês depois, em agosto de 2012, o diretor da turnê, Jon M. Chu e o coreógrafo Nick Demoura fizeram uma audição para selecionar os dançarinos que iriam acompanhar Bieber com a turnê. Em um vídeo publicado no YouTube, Chu e  Demoura deram depoimentos sobre o que está por vir: "Ele é o maior popstar do mundo e é seu trabalho fazer o maior show do mundo", garantiu o diretor. As audições aconteceram até o dia 17 de agosto de 2012, e duraram cerca de quinze dias.
Em entrevista ao USA Today, Bieber disse que esteve observando diversos vídeos de turnês e shows de Michael Jackson, que ele revelou ser sua maior inspiração, e que sempre que sua equipe se reúne, eles se perguntam, "O que Michael faria?". Durante a mesma entrevista, Bieber disse: "Eu não quero ser apenas mais um galã teen. Sei que algumas pessoas estão esperando que eu falhe, pensando, 'Oh, seu tempo acabou.' Bem, eu gosto de ser o azarão, e esta turnê é a minha chance de levar as coisas para um próximo nível." Na entrevista, ainda foi revelado que o mágico David Blaine estaria contribuindo com ilusões para o show. "Nós fizemos uma apresentação cinematográfica completa para quando as pessoas sentarem em seus lugares, e há outros elementos do pré-show que eu não posso falar. Quando as pessoas entrarem, nós queremos que eles se sintam como se estivessem prestes a dar um passeio na Disneylândia. Eles vão deixar suas preocupações diárias para trás,' disse Jon Chu. "Ele está fazendo um grande trabalho ao crescer, ao fazer a transição de um ídolo pop para um jovem adulto. O novo álbum definiu o tom, e esta turnê é uma ratificação do crescimento dele. Num mundo de estrelas fabricadas e estrelas criativas, Justin é o último," falou o presidente e CEO da AEG Live, Randy Phillips.
Os ensaios começaram no final de julho de 2012, em Long Beach, Califórnia. Bieber e seus dançarinos realizaram 10 horas de ensaios todos os dias. Em entrevista ao canal de televisão E!, Jon Chu garantiu a participação dos rappers Kanye West e Snoop Dogg, "Temos coisas planejadas, mas depois você tem que encaixar Snoop Dogg, Kanye West ou quem quer que seja que estará lá e deixar rolar". Segundo Chu, a ideia das participações especiais surgiram devido a quantidade de ofertas. A 19 de setembro de 2012, foram divulgadas novas imagens de Bieber e seus dançarinos ensaiando para a turnê. Nas imagens foi possível ver o palco, que tem três andares, com duas escadas laterias esquerda e direita e uma escada centralizada, além de uma passarela e alguns guindastes. Segundo Bieber, seu momento favorito na "Believe Tour" é durante a introdução, quando ele desce da parte superior do palco em asas, permanecendo por cima do público por cerca de trinta segundos. O cantor explica: "Vai ser um momento memorável da turnê. Acho que as pessoas vão se lembrar disso. Descendo desde o início do show, sou eu as asas por cerca de trinta segundos. É um momento tão grande. As pessoas são cativadas e neste momento nada mais parece estar acontecendo, então ele será marcado em sua memória."

### Detalhes

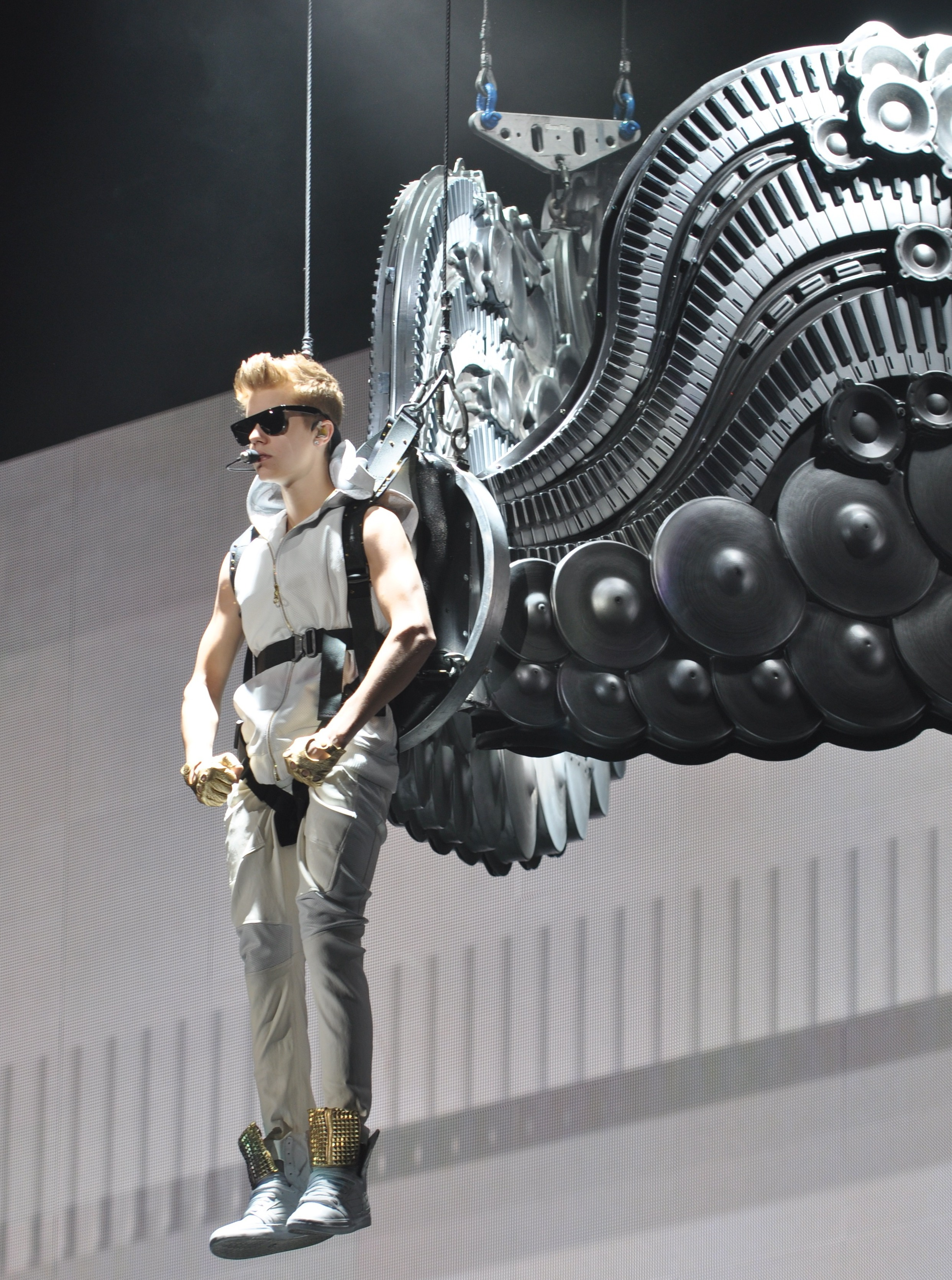
Introdução da turnê, com Bieber sendo levado até o palco por asas.

A turnê é constituída por uma dúzia de dançarinos, mais que o dobro da "My World Tour". O palco tem três níveis, equipados com máquinas de vento, guindastes, pistas, e muitas escadas. A equipe recrutou o designer Chris Kuroda para trabalhar na iluminação da turnê. Kuroda também é conhecido como o designer de iluminação para a banda Phish. Tay James, o DJ oficial de Bieber também o acompanha na turnê. Jon M. Chu, que dirigiu o documentário Justin Bieber: Never Say Never volta a trabalhar com Bieber como diretor criativo da turnê.
Logo após o cronômetro que marca o início do show se zerar, o imenso telão faz uma pequena apresentação com efeitos especiais e se divide em quatro partes, revelando a parte superior do palco que estava atrás dele. De lá, Bieber aparece usando uma jaqueta e calça preta, sendo segurado por cabos, ele está pendurado em asas enormes compostas por guitarras, discos, e caixinhas de som, lembrando a asas de um anjo. O cantor é levado pelas asas até o primeiro andar do palco, para mais perto do público, onde dois dos dançarinos soltam Bieber da estrutura. Neste momento, se inicia uma performance dançante de "All Around the World", com coreografia e dançarinos em todos os níveis do palco. A próxima faixa performada é "Take You", e logo após vem "Catching Feelings", onde Bieber aparece cantando em cima de uma espécie de navio presente no centro do primeiro nível do palco, cujas velas são constituídas por alguns dançarinos que ficam com uma roupa especial na parte superior do palco. Quando a performance da canção termina, Bieber sai do palco e enquanto sua equipe desmonta o navio, no telão é mostrado um vídeo do cantor nadando em baixo da água, em uma espécie de aquário com algumas dançarinas. Ao voltar ao palco, o cantor agora com uma calça, regata e uma jaqueta sem mangas branca, apresenta um medley das canções "One Time" e "Eenie Meenie", presentes em álbuns anteriores Durante "One Time", é possível perceber que os dançarinos usam a mesma roupa que Justin usava durante a etapa norte-americana da "My World Tour". Após terminar o medley, o canadense canta a também antiga "Somebody to Love", desta vez, a faixa é apresenta em sua versão completa.
Na hora da apresentação de "Love Me Like You Do", Bieber tem o auxílio de um guarda-chuva branco enquanto canta e dança usando um chapéu e uma nova roupa preta. Logo após, se inicia a performance de "She Don't Like the Lights", seguida por "Die in Your Arms", que Bieber, agora com uma jaqueta jeans, canta com o microfone apoiado em um tripé. Em seguida, como acontece na maior parte das apresentações da turnê, Carly Rae Jepsen volta ao palco para cantar "Beautiful", música feita em parceria com o cantor e que está presente no álbum de Jepsen, Kiss. Logo após, "Out of Town Girl" é cantada, em seguida "Be Alright" e "Fall", que são apresentadas com Bieber acompanhado por um violão enquanto está por cima da multidão, dessa vez em cima de uma pequena plataforma levantada por uma espécie de guindaste. Novamente, ele canta uma canção que não faz parte do álbum base da turnê com "Never Say Never", seguida por "Beauty and a Beat", com uma coreografia dançante e por um solo de bateria, como ele costumava fazer em sua turnê anterior. Mantendo a tradição conhecida como "OLLG", que é quando uma garota é escolhida aleatoriamente na platéia para subir ao palco e receber uma serenata de Bieber cantando "One Less Lonely Girl", Bieber também a faz nesta turnê, só que desta vez, ao invés de entregar um buquê de flores, a fã recebe uma coroa de flores do canadense enquanto ele canta para ela. Quase no fim do show, se inicia a performance de "As Long as You Love Me", e logo após, um piano toma o palco, e a faixa-título de seu álbum, "Believe", começa a ser cantada. A penúltima faixa do show, o single "Boyfriend", é performada logo após e para finalizar a música "Baby".

## Recepção

### Crítica

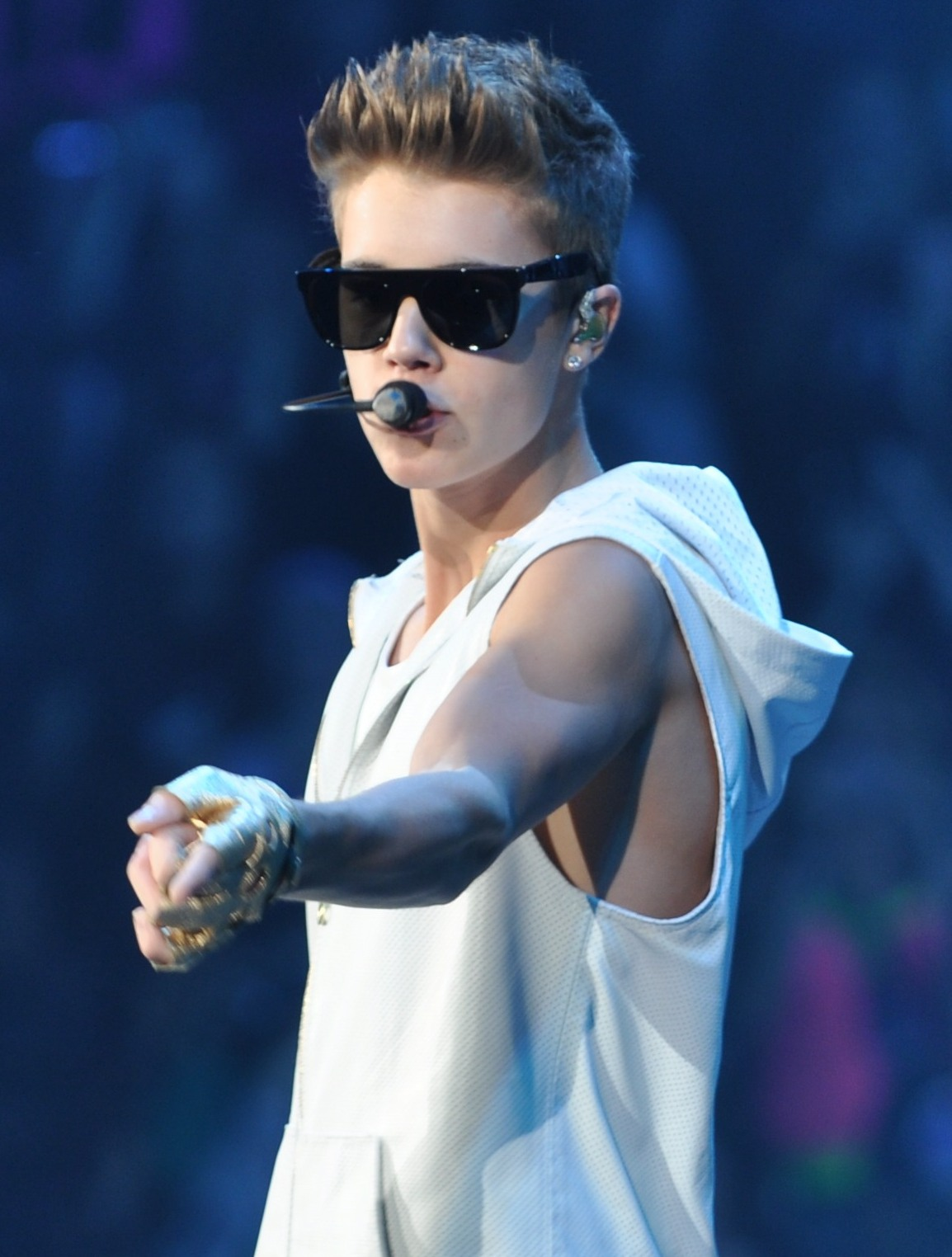
Bieber se apresentando com a "Believe Tour" em Minneapolis, Minnesota.

As datas iniciais da turnê receberam avaliações mistas dos críticos musicais. Embora Bieber pareça estar buscando um senso de maturidade com o seu segundo trabalho, muitos deles sentiram que a turnê apelou para o mercado que envolve apenas a imagem de Bieber. Para a estreia da turnê, Christina Fuoco-Karasinski do SoundSpike sentiu que seus fãs ainda sofrem com a "Bieber Fever". Ela continua a dizer, "Tirando alguns momentos de vômitos, o show de Bieber saiu sem problemas. Bieber, natural de Stratford, Canadá, forneceu um show que fez a cavernosa arena parecer íntima. Enormes quantidades de lasers cortaram os quase 15 mil lugares, dividindo a Jobing.com Arena em diversas seções."
Para o show em Los Angeles, Matt Kivel da revista Variety chamou o show de épico, ainda que estranhamente incoerente. Ele escreveu: "Sem a pompa e o brilho, seu talento é inquestionável e as faixas acústicas permitiram um alívio da sobrecarga sensorial que caracteriza a noite. [...] Sua ambição nunca esteve em questão, mas um maior foco temática seria um longo caminho para ajudar Bieber a atingir o nível de maturidade para que ele se esforça." Para o mesmo show, Sophie A. Schillaci do The Hollywood Reporter disse que o show é um absurdo para aqueles que não fazem parte da fanbase do cantor. Ela continua: "Em termos vocais, Bieber brilhou com a performance acústica de 'Fall', durante a qual ele dedilhou um violão enquanto estava apoiado no alto do palco. Para o resto de sua set list, que também incluiu uma alta energia que se forma durante a montagem de 'One Time', 'Eenie Meenie' e 'Somebody to Love', o canto pareceu tomar um banco traseiro para os movimentos de dança, mas a interação com o público manteve seus fãs com vontade de voltar para mais."
Peter Hartlaub do jornal San Francisco Chronicle elogiou o design do palco durante o show na The Oracle Arena. No entanto, ele sentiu que o show seguiu um roteiro, afirmando: "Todas as decisões da noite pareciam uma parte calculada da tentativa de Bieber de ser um grande Timberlake, e que os seus movimentos passaram de divindade pré-adolescente para uma estrela pop madura e inter-geracional." Para o concerto no Scotiabank Saddledome, Collen De Never do jornal canadense Calgary Herald disse: "O show de quase duas horas foi tão sintético e repleto de momentos falsos que foi difícil diferenciar o que realmente estava sendo cantado ao vivo e o que era Memorex, com a maioria das músicas, como 'All Around the World', 'One Time', e 'Beauty and a Beat' foram tão despojados que eles se tornaram apenas um elemento a mais para o flash e o bang que acontecia ao redor. Apenas em canções como 'Die in Your Arms', a acústica 'Be Alright' e seu dueto com Carly Rae Jepsen, 'Beautiful', que o seu talento vocal foi realmente mostrado, e até mesmo então era difícil não olhar para ele e perguntar se por trás das telas e das cortinas não havia alguém apertando os botões e contando seu dinheiro quando o relógio foi zerado."
Em revisão a apresentação realizada a 20 de outubro de 2012 em Minneapolis, Jon Bream do site de entretenimento Startribune disse, "[...] Bieber também sabe como montar algo impressionante para um show. Seu espetáculo de 100 minutos teve inspiração em Michael Jackson, Usher e até Britney Spears. Bieber tinha 12 dançarinos, um palco de três níveis, fogos de artifício, lança-chamas, lasers, elevadores hidráulicos, [...] mudanças de figurino e uma das maiores entradas de todos os tempos de um ídolo teen, voar do palco até a pista usando asas de anjo maiores do que ele." Jon terminou dizendo: "Sim, ele tocou um pouco de piano, bateria e guitarra. O mesmo vale para a dança. E seu canto, quando era ao vivo (teve playback em algumas apresentações com dança), foi muito genérico (um canto profissional, mas uma voz comum). Apesar de ter os agudos, ele tentou encontrar uma emoção que era realmente mais sobre o seu swag, do que a paixão sincera." Em análise ao concerto realizado no dia 5 de janeiro de 2013 no EnergySolutions Arena, David Burger do The Salt Lake Tribune comentou, "A seleção de músicas da primeira metade do espetáculo foi alegremente muito teatral, com as músicas puxadas levemente para o R&B de Bieber ofuscadas por sinos, apitos, fogos de artifício, fumaça e espelhos, além dos vocais terem mais auto-tune do que eu gostaria. Mas na metade do show, Bieber completamente demonstrou sua musicalidade com as músicas 'Be Alright' e 'Fall', as duas acompanhadas somente por um violão, um delas tocado por Bieber, [...] foi a primeira vez na noite inteira que ele mostrou sua comovente e impressionante voz e sua vulnerabilidade emocional e – adivinhem o que? – uma personalidade humana da vida real." completou Burger. "Depois daqueles músicas lentas, o resto do show foi puro pop, e o show ficou melhor assim, com execuções cheia de energia das músicas: 'Never Say Never', 'Beauty and a Beat', 'One Less Lonely Girl', 'As Long As You Love Me', e 'Believe'", terminou David, além de ainda comparar a apresentação com concertos realizados anteriormente por Britney Spears e Lady Gaga no mesmo estádio. Após assistir alguns concertos da turnê, Hector Saldana do San Antonio Express-News comentou: "Vestido completamente de branco, com seu novo estilo de cabelo, e dançando para o Rock Hard Club com uma banda espetacular, Bieber podia ser George Michael em seu auge ou Timberlake. E esse não é o ponto? Não espere que ele cresça. Ele já cresceu." Em revisão a apresentação no BOK Center, em Tulsa, Jennifer Chancellor do Tulsa World disse: "O barulho é impossível de se explicar. Eu imagino que é como estar embaixo de um ônibus espacial prestes a ser lançado. Sua presença de palco foi segura, movimentos firmes, ele estava confiante, especialmente se comparado a seu show esgotado aqui, em 2010. Ouso em dizer que a transformação para um astro pop adulto, esta quase completa."
Em revisão ao concerto realizado no Pavilhão Atlântico, Portugal, António Henriques do PT Jornal escreveu: "[...] Justin Bieber conseguiu em Portugal retomar o seu caminho, com uma presença em palco que permite concluir um facto: Bieber já não é apenas um artista adolescente, ou um fenómeno efémero. [...] Ontem, em Portugal, o cantor canadiano exibiu-se ao seu melhor nível, atingindo um novo patamar, que o desliga, cada vez mais, da etiqueta de adolescente". Para o mesmo show, João Moço do Diário de Notícias Lisboa destacou o amadurecimento de Bieber e Daniela Azevedo, do Cotonete, escreveu: "'All Around The World' e 'Take You' marcam o compasso corrido para início da noite enquanto 'Catching Feelings' leva o jovem a se revelar mais terreno e menos distante de quem tanto grita por ele". Azevedo continuou, "Além de lasers, fogos de artifício e confetes esvoaçantes, o palco de dois andares está tão exemplarmente coordenado com o ecrã gigante que cria a ilusão de que Bieber está, de facto, a dançar em frente aos nossos olhos em tamanho natural", terminou.

### Comercial

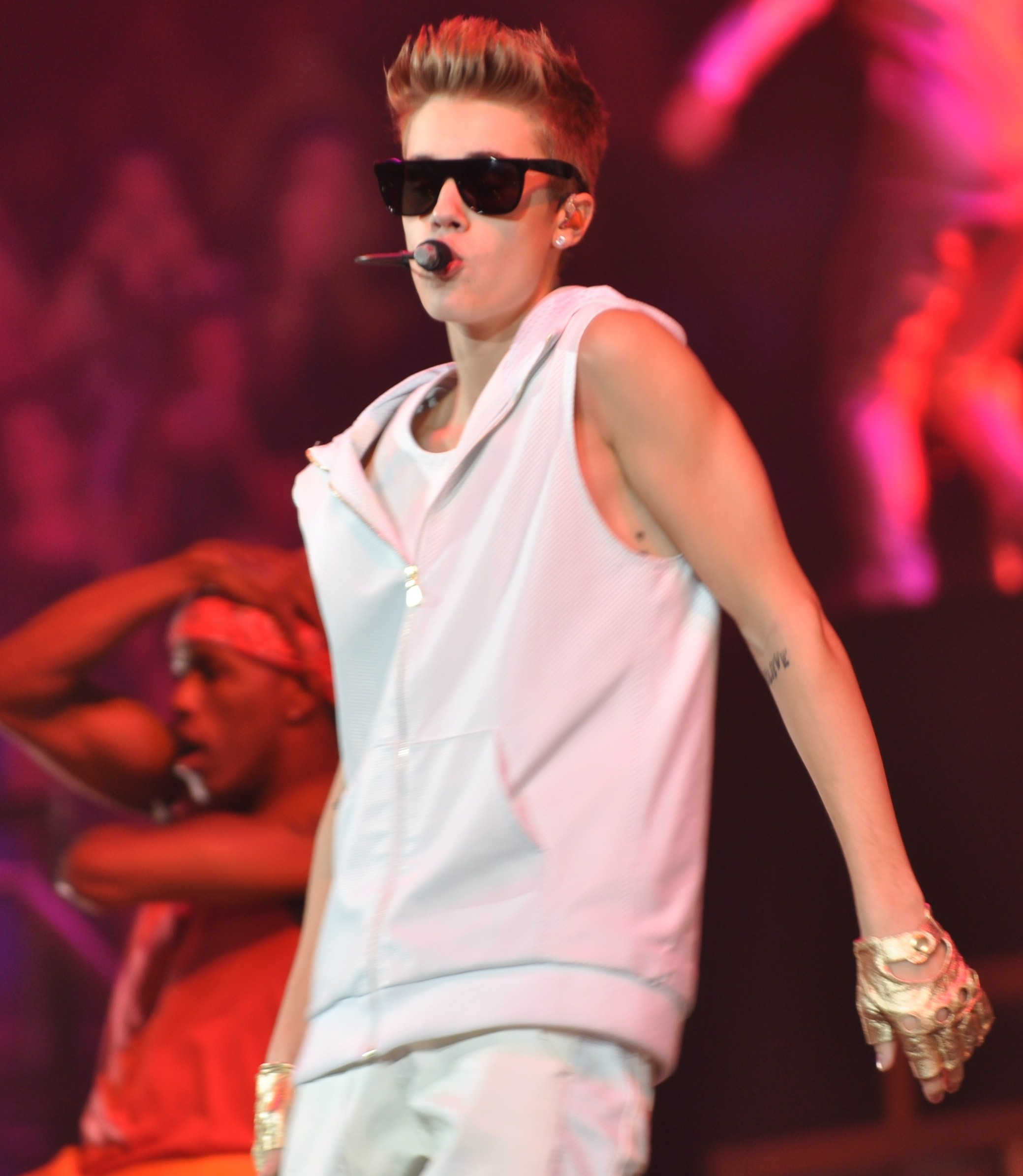
Justin Bieber durante performance de "All Around the World" em outubro de 2012.

Cerca de duas semanas depois das datas da turnê serem oficialmente publicadas, o empresário do cantor, Scooter Braun, escreveu em sua conta no microblog Twitter que todos os mais de quinhentos mil ingressos para a América do Norte haviam se esgotado em apenas uma hora, o que levou a adição de um segundo show extra no Madison Square Garden, que se esgotou em cerca de trinta segundos. Na Europa, seis datas iniciais no Reino Unido já haviam sido anunciadas. Devido á alta demanda, foram confirmados mais três apresentações, duas em Manchester e outra em Birmingham, e dois shows extras em Londres, chegando a onze apresentações apenas no Reino Unido. A boa vendagem de ingressos em outros países europeus também fez com que se acrescentasse uma ou duas apresentações extras, como no caso da Bélgica e da Finlândia, sendo a Noruega a única a receber mais dois shows. Segundo um porta-voz do site Viagogo.com, houve um grande aumento de 261% na busca de ingressos online desde que Bieber anunciou as datas da turnê. Isso significava que sua demanda era cinco vezes maior do que foi para outras turnês como a "Up All Night Tour", da One Direction. Em matéria divulgada pelo site Emirates247, foi revelado que em três dias já haviam sido vendidos vinte e cinco mil ingressos para a apresentação de Bieber em Dubai, Emirados Árabes Unidos, e que no dia que as entradas foram postas á venda, quinze mil ingressos já haviam se esgotado na pré-venda. Na manhã do dia 10 de dezembro de 2012, o empresário de Bieber comentou em sua conta no Twitter sobre a alta demanda na África do Sul. Segundo ele, os sessenta e dois mil bilhetes colocados a venda para a apresentação agendada para maio de 2013 na cidade de Joanesburgo haviam se esgotado em apenas três minutos. No mesmo dia, Attie Van Wyk, CEO da promotora que levou o cantor para a África do Sul, confirmou as vendas da turnê em Joanesburgo, e previu que se os 55,000 ingressos para o Estádio da Cidade do Cabo não se esgotassem após cinco horas, acabariam na manhã do próximo dia.
Bieber faturou $6,2 milhões de dólares nas primeiras cinco apresentações da turnê, todas de ingressos esgotados. Esse êxito a levou para o primeiro lugar na lista "Hot Tours", da revista Billboard, que apresenta as turnês mais lucrativas da semana em todo o mundo. De acordo com a revista, 80.569 ingressos foram vendidos e que em Los Angeles, Bieber se apresentou para 27,546 pessoas em cada noite. A "Believe Tour" permaneceu no topo da lista durante três semanas consecutivas, arrecadando cerca de $11,8 milhões de dólares na última semana. Ao todo, os primeiros vinte e quatro concertos arrecadaram quase vinte e seis milhões de dólares e mais de 341,000 ingressos haviam sido vendidos neste mesmo espaço de tempo. Com o sucesso de vendas, a 10 de dezembro de 2012 foram adicionadas mais trinta datas a turnê, que iam desde o fim do mês de junho de 2013 até o meio de agosto do mesmo ano. Todas as datas divulgadas eram para a América do Norte. A 15 de dezembro de 2012, a Billboard publicou uma lista com as turnês mais rentáveis de todo o ano. A "Believe Tour" ocupou a 20º posição na lista feita com base em relatórios da Billboard Boxscores do dia 9 de Novembro de 2011 até o dia 13 de Novembro de 2012, neste espaço de tempo, a turnê arrecadou $30,667,737 em vinte e nove shows. Segundo uma matéria divulgada pelo site The Star, os dois shows agendados para os dias 25 e 26 de julho em Toronto tiveram os ingressos para apenas os assentos individuais esgotadas em segundos e que os bilhetes destinados apenas a fãs cadastrados também haviam se esgotado imediatamente após serem colocado a venda. No final de dezembro de 2012, o Ticketprocess.com, site de uma das maiores empresas de vendas de ingressos nos Estados Unidos fez um levantamento das turnês que mais venderam ingressos em dezembro. Bieber liderou a lista, ficando a frente de nomes como Bon Jovi, One Direction e Lady Gaga. Segundo o site CM Jornal, a apresentação de Bieber em Lisboa, Portugal, havia lhe rendido um milhão de euros. Ainda de acordo com o mesmo site, foram vendidos mais de dezoito mil ingressos para a noite, cada um custando entre quarenta e sessenta e cinco euros. De acordo com dados de vendas de ingressos do Seatwave, Bieber seria o artista com a performance mais procurada no mundo. Segundo as estatísticas, a procura de ingressos para a "Believe Tour" superam em 39% artistas como Beyoncé e em 5% a One Direction.

## Atos de abertura
- Carly Rae Jepsen (1ª parte - América do Norte, Europa e Argentina)[46]
- Cody Simpson (1ª e 2ª parte - América do Norte, Europa e Argentina)[47]
- The Wanted (Ottawa, Montreal, Nova Iorque, Toronto)[48]
- Jaden Smith (Reino Unido)[49]
- Honorata Skarbek (Polônia)[50]
- Neon Dogs (Áustria e Alemanha)[51]
- MainStreet (Países Baixos)[52]
- Robin Packalén (Noruega)[53]
- Christopher (Dinamarca)
- The Fooo (Suécia)
- Mike Posner (2ª parte - América do Norte) (22/06 a 20/07)[53]
- Hot Chelle Rae (2ª parte - América do Norte) (22/06 a 5/08)[53]
- Ariana Grande (2ª parte - América do Norte) (7/08 a 10/08)[53]
- P9 (Brasil)[54]

### Participações
- Carly Rae Jepsen (Durante "Beautiful")[49]
- Usher (30 de Setembro de 2012 - Durante "Somebody to Love" e performance de "Yeah!")[55]
- Jaden Smith (2 de Outubro - 3 de Outubro de 2012 - Durante "Never Say Never")[49]
- Drake (1 de Dezembro de 2012 - Durante "Right Here" e performance de "The Motto")[56]
- Big Sean (27 de Janeiro de 2013 - Durante "As Long as You Love Me")[57]
- Ludacris (27 de Janeiro de 2013 - Durante "All Around the World")[57]
- Mike Posner (27 de Janeiro de 2013)[57]
- Nathan Sykes (10 de Agosto de 2013 - Durante "Almost Is Never Enough")[57]
- G-Dragon (10 de Outubro de 2013)[58]
- Psy (10 de Outubro de 2013)[58]

## Set list
1. "All Around the World"
2. "Take You"
3. "Catching Feelings"
4. Medley:
  1. "One Time"
  2. "Eenie Meenie"
  3. "Somebody to Love"
5. "Love Me Like You Do"
6. "She Don't Like the Lights"
7. "Die in Your Arms"
8. "Out of Town Girl"
9. "Be Alright"
10. "Fall"
11. "Never Say Never"
12. "Beauty and a Beat"
13. "One Less Lonely Girl"
14. "As Long as You Love Me"
15. "Believe"

Encore:
1. "Boyfriend"
2. "Baby"

- Nota: Após a performance de "Beauty and a Beat", Bieber geralmente faz um solo de bateria.[20]

## Datas da turnê
As primeiras datas da turnê foram divulgadas em 23 de maio de 2012 no fã-clube oficial de Bieber.
| América do Norte        |                     |                      |                                |
| 29 de Setembro de 2012  | Glendale            | Estados Unidos       | Jobing.com Arena               |
| 30 de Setembro de 2012  | Las Vegas           | Estados Unidos       | MGM Grand                      |
| 2 de Outubro de 2012    | Los Angeles         | Estados Unidos       | Staples Center                 |
| 3 de Outubro de 2012    | Los Angeles         | Estados Unidos       | Staples Center                 |
| 5 de Outubro de 2012    | Fresno              | Estados Unidos       | SaveMart Center                |
| 6 de Outubro de 2012    | Oakland             | Estados Unidos       | The Oracle Arena               |
| 8 de Outubro de 2012    | Portland            | Estados Unidos       | Rose Garden Arena              |
| 9 de Outubro de 2012    | Tacoma              | Estados Unidos       | Tacoma Dome                    |
| 10 de Outubro de 2012   | Vancouver           | Canadá               | Rogers Arena                   |
| 12 de Outubro de 2012   | Calgary             | Canadá               | Scotiabank Saddledome          |
| 15 de Outubro de 2012   | Edmonton            | Canadá               | Rexall Place                   |
| 16 de Outubro de 2012   | Saskatoon           | Canadá               | Credit Union Centre            |
| 18 de Outubro de 2012   | Winnipeg            | Canadá               | MTS Centre                     |
| 20 de Outubro de 2012   | Minneapolis         | Estados Unidos       | Target Center                  |
| 21 de Outubro de 2012   | Milwaukee           | Estados Unidos       | BMO Harris Bradley Center      |
| 23 de Outubro de 2012   | Rosemont            | Estados Unidos       | Allstate Arena                 |
| 24 de Outubro de 2012   | Rosemont            | Estados Unidos       | Allstate Arena                 |
| 26 de Outubro de 2012   | Kansas City         | Estados Unidos       | Sprint Center                  |
| 27 de Outubro de 2012   | St. Louis           | Estados Unidos       | Scottrade Center               |
| 29 de Outubro de 2012   | Dallas              | Estados Unidos       | American Airlines Center       |
| 30 de Outubro de 2012   | Houston             | Estados Unidos       | Toyota Center                  |
| 1 de Novembro de 2012   | Memphis             | Estados Unidos       | FedExForum                     |
| 2 de Novembro de 2012   | Louisville          | Estados Unidos       | KFC Yum! Center                |
| 4 de Novembro de 2012   | Filadélfia          | Estados Unidos       | Wells Fargo Center             |
| 5 de Novembro de 2012   | Washington          | Estados Unidos       | Verizon Center                 |
| 9 de Novembro de 2012   | East Rutherford     | Estados Unidos       | Izod Center                    |
| 10 de Novembro de 2012  | Boston              | Estados Unidos       | TD Garden                      |
| 12 de Novembro de 2012  | Brooklyn            | Estados Unidos       | Barclays Center                |
| 20 de Novembro de 2012  | Pittsburgh          | Estados Unidos       | Consol Energy Center           |
| 21 de Novembro de 2012  | Auburn Hills        | Estados Unidos       | The Palace of Auburn Hills     |
| 23 de Novembro de 2012  | Ottawa              | Canadá               | Scotiabank Place               |
| 26 de Novembro de 2012  | Montreal            | Canadá               | Bell Centre                    |
| 28 de Novembro de 2012  | Nova Iorque         | Estados Unidos       | Madison Square Garden          |
| 29 de Novembro de 2012  | Nova Iorque         | Estados Unidos       | Madison Square Garden          |
| 1 de Dezembro de 2012   | Toronto             | Canadá               | Rogers Centre                  |
| 5 de Janeiro de 2013    | Salt Lake City      | Estados Unidos       | EnergySolutions Arena          |
| 7 de Janeiro de 2013    | Denver              | Estados Unidos       | Pepsi Center                   |
| 9 de Janeiro de 2013    | Tulsa               | Estados Unidos       | BOK Center                     |
| 10 de Janeiro de 2013   | North Little Rock   | Estados Unidos       | Verizon Arena                  |
| 12 de Janeiro de 2013   | San Antonio         | Estados Unidos       | AT&T Center                    |
| 15 de Janeiro de 2013   | Nova Orleães        | Estados Unidos       | New Orleans Arena              |
| 16 de Janeiro de 2013   | Birmingham          | Estados Unidos       | BJCC Arena                     |
| 18 de Janeiro de 2013   | Nashville           | Estados Unidos       | Bridgestone Arena              |
| 19 de Janeiro de 2013   | Greensboro          | Estados Unidos       | Greensboro Coliseum            |
| 22 de Janeiro de 2013   | Charlotte           | Estados Unidos       | Time Warner Cable Arena        |
| 23 de Janeiro de 2013   | Atlanta             | Estados Unidos       | Philips Arena                  |
| 25 de Janeiro de 2013   | Orlando             | Estados Unidos       | Amway Center                   |
| 26 de Janeiro de 2013   | Miami               | Estados Unidos       | AmericanAirlines Arena         |
| 27 de Janeiro de 2013   | Miami               | Estados Unidos       | AmericanAirlines Arena         |
| Europa                  |                     |                      |                                |
| 17 de Fevereiro de 2013 | Dublin              | Irlanda              | The O2                         |
| 18 de Fevereiro de 2013 | Dublin              | Irlanda              | The O2                         |
| 21 de Fevereiro de 2013 | Manchester          | Reino Unido          | Manchester Arena               |
| 22 de Fevereiro de 2013 | Manchester          | Reino Unido          | Manchester Arena               |
| 24 de Fevereiro de 2013 | Liverpool           | Reino Unido          | Liverpool Echo Arena           |
| 27 de Fevereiro de 2013 | Birmingham          | Reino Unido          | Birmingham NIA                 |
| 28 de Fevereiro de 2013 | Birmingham          | Reino Unido          | Birmingham NIA                 |
| 2 de Março de 2013      | Nottingham          | Reino Unido          | Capital FM Arena               |
| 4 de Março de 2013      | Londres             | Reino Unido          | The O2 Arena                   |
| 5 de Março de 2013      | Londres             | Reino Unido          | The O2 Arena                   |
| 7 de Março de 2013      | Londres             | Reino Unido          | The O2 Arena                   |
| 8 de Março de 2013      | Londres             | Reino Unido          | The O2 Arena                   |
| 11 de Março de 2013     | Lisboa              | Portugal             | Pavilhão Atlântico             |
| 14 de Março de 2013     | Madrid              | Espanha              | Palácio de los Deportes        |
| 16 de Março de 2013     | Barcelona           | Espanha              | Palau Sant Jordi               |
| 19 de Março de 2013     | Paris               | França               | Paris-Bercy                    |
| 22 de Março de 2013     | Zurique             | Suíça                | Hallenstadion                  |
| 23 de Março de 2013     | Bolonha             | Itália               | Unipol Arena                   |
| 25 de Março de 2013     | Łódź                | Polônia              | Atlas Arena                    |
| 28 de Março de 2013     | Munique             | Alemanha             | Olympiahalle                   |
| 30 de Março de 2013     | Viena               | Áustria              | Wiener Stadthalle              |
| 31 de Março de 2013     | Berlim              | Alemanha             | O2 World Berlin                |
| 2 de Abril de 2013      | Hamburgo            | Alemanha             | O2 World Hamburg               |
| 3 de Abril de 2013      | Frankfurt           | Alemanha             | Festhalle Frankfurt            |
| 5 de Abril de 2013      | Dortmund            | Alemanha             | Westfalenhallen                |
| 6 de Abril de 2013      | Colônia             | Alemanha             | Lanxess Arena                  |
| 8 de Abril de 2013      | Estrasburgo         | França               | Zénithde Strasbourg            |
| 10 de Abril de 2013     | Antuérpia           | Bélgica              | Sportpaleis                    |
| 11 de Abril de 2013     | Antuérpia           | Bélgica              | Sportpaleis                    |
| 13 de Abril de 2013     | Arnhem              | Países Baixos        | Gelredome                      |
| 16 de Abril de 2013     | Oslo                | Noruega              | Telenor Arena                  |
| 17 de Abril de 2013     | Oslo                | Noruega              | Telenor Arena                  |
| 18 de Abril de 2013     | Oslo                | Noruega              | Telenor Arena                  |
| 20 de Abril de 2013     | Copenhaga           | Dinamarca            | Estádio Parken                 |
| 22 de Abril de 2013     | Estocolmo           | Suécia               | Globen                         |
| 23 de Abril de 2013     | Estocolmo           | Suécia               | Globen                         |
| 24 de Abril de 2013     | Estocolmo           | Suécia               | Globen                         |
| 26 de Abril de 2013     | Helsínquia          | Finlândia            | Hartwall Areena                |
| 28 de Abril de 2013     | São Petersburgo     | Rússia               | JCC                            |
| 30 de Abril de 2013     | Moscou              | Rússia               | Olimpiisky Indoor Arena        |
| 2 de Maio de 2013       | Istambul            | Turquia              | ITU Stadyumu                   |
| Ásia                    |                     |                      |                                |
| 4 de Maio de 2013       | Dubai               | Emirados Árabes      | Dubai Sevens Stadium           |
| 5 de Maio de 2013       | Dubai               | Emirados Árabes      | Dubai Sevens Stadium           |
| África                  |                     |                      |                                |
| 8 de Maio de 2013       | Cidade do Cabo      | África do Sul        | Estádio da Cidade do Cabo      |
| 12 de Maio de 2013      | Joanesburgo         | África do Sul        | FNB Stadium                    |
| América do Norte        |                     |                      |                                |
| 22 de Junho de 2013     | San Diego           | Estados Unidos       | Valley View Casino Center      |
| 24 de Junho de 2013     | Los Angeles         | Estados Unidos       | Staples Center                 |
| 25 de Junho de 2013     | Los Angeles         | Estados Unidos       | Staples Center                 |
| 26 de Junho de 2013     | São José            | Estados Unidos       | HP Pavilion at San Jose        |
| 28 de Junho de 2013     | Las Vegas           | Estados Unidos       | MGM Grand                      |
| 30 de Junho de 2013     | Denver              | Estados Unidos       | Pepsi Center                   |
| 2 de Julho de 2013      | Oklahoma City       | Estados Unidos       | Chesapeake Energy Arena        |
| 3 de Julho de 2013      | Dallas              | Estados Unidos       | American Airlines Center       |
| 6 de Julho de 2013      | Omaha               | Estados Unidos       | CenturyLink Center             |
| 7 de Julho de 2013      | Des Moines          | Estados Unidos       | Wells Fargo Arena              |
| 9 de Julho de 2013      | Chicago             | Estados Unidos       | United Center                  |
| 10 de Julho de 2013     | Indianápolis        | Estados Unidos       | Bankers Fieldhouse             |
| 12 de Julho de 2013     | Columbus            | Estados Unidos       | Nationwide Arena               |
| 13 de Julho de 2013     | Cleveland           | Estados Unidos       | Quicken Loans Arena            |
| 15 de Julho de 2013     | Buffalo             | Estados Unidos       | First Niagara Center           |
| 17 de Julho de 2013     | Filadélfia          | Estados Unidos       | Wells Fargo Center             |
| 18 de Julho de 2013     | Hartford            | Estados Unidos       | XL Center                      |
| 20 de Julho de 2013     | Boston              | Estados Unidos       | TD Garden                      |
| 23 de Julho de 2013     | Kanata              | Canadá               | Scotiabank Place               |
| 25 de Julho de 2013     | Toronto             | Canadá               | Air Canada Centre              |
| 26 de Julho de 2013     | Toronto             | Canadá               | Air Canada Centre              |
| 28 de Julho de 2013     | Detroit             | Estados Unidos       | Joe Louis Arena                |
| 30 de Julho de 2013     | Newark              | Estados Unidos       | Prudential Center              |
| 31 de Julho de 2013     | Newark              | Estados Unidos       | Prudential Center              |
| 2 de Agosto de 2013     | Brooklyn            | Estados Unidos       | Barclays Center                |
| 3 de Agosto de 2013     | Washington          | Estados Unidos       | Verizon Center                 |
| 5 de Agosto de 2013     | Colúmbia            | Estados Unidos       | Colonial Life Arena            |
| 7 de Agosto de 2013     | Jacksonville        | Estados Unidos       | Jacksonville Veterans Arena    |
| 8 de Agosto de 2013     | Tampa               | Estados Unidos       | Tampa Bay Times Forum          |
| 10 de Agosto de 2013    | Atlanta             | Estados Unidos       | Philips Arena                  |
| Ásia                    |                     |                      |                                |
| 23 de Setembro de 2013  | Marina Bay          | Singapura            | Marina Bay Circuit             |
| 26 de Setembro de 2013  | Bangkok             | Tailândia            | Challenger Hall                |
| 29 de Setembro de 2013  | Pequim              | China                | Mastercard Center              |
| 2 de Outubro de 2013    | Dalian              | China                | Dalian Arena                   |
| 5 de Outubro de 2013    | Xangai              | China                | Mercedes-Benz Arena            |
| 7 de Outubro de 2013    | Saitama             | Japão                | Saitama Super Arena            |
| 10 de Outubro de 2013   | Seul                | Coreia do Sul        | Gymnastic Gymnasium            |
| 12 de Outubro de 2013   | Cotai               | Macau                | Venetian                       |
| América Latina          |                     |                      |                                |
| 19 de Outubro de 2013   | San Juan            | Porto Rico           | Coliseo de Puerto Rico         |
| 22 de Outubro de 2013   | Santo Domingo       | República Dominicana | Estadio Olímpico Félix Sánchez |
| 24 de Outubro de 2013   | Cidade do Panamá    | Panamá               | Estadio Rommel Fernández       |
| 26 de Outubro de 2013   | Cidade da Guatemala | Guatemala            | Estadio Progresso              |
| 29 de Outubro de 2013   | Bogotá              | Colômbia             | Estádio El Campín              |
| 31 de Outubro de 2013   | Quito               | Equador              | Estádio Olímpico Atahualpa     |
| 2 de Novembro de 2013   | São Paulo           | Brasil               | Arena Anhembi                  |
| 3 de Novembro de 2013   | Rio de Janeiro      | Brasil               | Apoteose                       |
| 6 de Novembro de 2013   | Assunção            | Paraguai             | Jockey Club                    |
| 8 de Novembro de 2013   | Córdoba             | Argentina            | Mario Kempes Stadium           |
| 9 de Novembro de 2013   | Buenos Aires        | Argentina            | Estádio River Plate            |
| 10 de Novembro de 2013  | Buenos Aires        | Argentina            | Estádio River Plate            |
| 12 de Novembro de 2013  | Santiago            | Chile                | Estadio Nacional               |
| 18 de Novembro de 2013  | Cidade do México    | México               | Foro Sol                       |
| 19 de Novembro de 2013  | Cidade do México    | México               | Foro Sol                       |
| Oceania                 |                     |                      |                                |
| 23 de Novembro de 2013  | Auckland            | Nova Zelândia        | Vector Arena                   |
| 26 de Novembro de 2013  | Brisbane            | Austrália            | Brisbane Entertainment Centre  |
| 27 de Novembro de 2013  | Brisbane            | Austrália            | Brisbane Entertainment Centre  |
| 29 de Novembro de 2013  | Sydney              | Austrália            | Allphones Arena                |
| 30 de Novembro de 2013  | Sydney              | Austrália            | Allphones Arena                |
| 2 de Dezembro de 2013   | Melbourne           | Austrália            | Rod Laver Arena                |
| 3 de Dezembro de 2013   | Melbourne           | Austrália            | Rod Laver Arena                |
| 5 de Dezembro de 2013   | Adelaide            | Austrália            | Adelaide Entertainment Centre  |
| 8 de Dezembro de 2013   | Perth               | Austrália            | Perth Arena                    |

Cancelamentos e demais modificações
| 12 de Março de 2013    | Lisboa, Portugal        | Pavilhão Atlântico | Cancelado devido a problemas com os sindicatos locais. |
| 14 de Março de 2013    | Bilbau, Espanha         | BEC de Barakaldo   | Movido para Madrid devido a problemas logísticos.      |
| 6 de Maio de 2013      | Mascate, Omã            | Wattaya Stadium    | Cancelado devido a protestos religiosos.               |
| 24 de Novembro de 2013 | Auckland, Nova Zelândia | Vector Arena       | Cancelado                                              |

### Faturamento
| Local                          | Cidade            | Bilhetes vendidos / Disponíveis | Receita     |
| ------------------------------ | ----------------- | ------------------------------- | ----------- |
| Jobing.com Arena               | Glendale          | 13,428 / 13,428                 | $1,013,460  |
| MGM Grand                      | Las Vegas         | 13,504 / 13,504                 | $1,076,868  |
| Staples Center                 | Los Angeles       | 27,546 / 27,546                 | $2,238,937  |
| SaveMart Center                | Fresno            | 11,965 / 11,965                 | $845,709    |
| The Oracle Arena               | Oakland           | 14,126 / 14,126                 | $1,063,978  |
| Rose Garden Arena              | Portland          | 14,550 / 14,550                 | $990,553    |
| Tacoma Dome                    | Tacoma            | 20,259 / 20,259                 | $1,338,701  |
| Rogers Arena                   | Vancouver         | 14,423 / 14,423                 | $1,215,360  |
| Scotiabank Saddledome          | Calgary           | 13,631 / 13,631                 | $1,117,440  |
| Rexall Place                   | Edmonton          | 13,663 / 13,663                 | $1,137,620  |
| Credit Union Centre            | Saskatoon         | 13,113 / 13,113                 | $1,052,590  |
| MTS Centre                     | Winnipeg          | 13,326 / 13,326                 | $1,048,840  |
| Target Center                  | Minneapolis       | 14,532 / 14,532                 | $1,071,284  |
| BMO Harris Bradley Center      | Milwaukee         | 14,957 / 14,957                 | $1,065,557  |
| Allstate Arena                 | Rosemont          | 27,132 / 27,132                 | $2,125,924  |
| Sprint Center                  | Kansas City       | 13,972 / 13,972                 | $1,033,314  |
| Scottrade Center               | St. Louis         | 15,034 / 15,034                 | $1,108,442  |
| American Airlines Center       | Dallas            | 14,094 / 14,094                 | $1,066,183  |
| Toyota Center                  | Houston           | 13,084 / 13,084                 | $1,021,718  |
| FedExForum                     | Memphis           | 13,511 / 13,511                 | $932,669    |
| KFC Yum! Center                | Louisville        | 16,334 / 16,334                 | $1,158,153  |
| Wells Fargo Center             | Filadélfia        | 15,393 / 15,393                 | $1,247,574  |
| Verizon Center                 | Washington        | 14,742 / 14,742                 | $1,169,569  |
| Izod Center                    | East Rutherford   | 15,956 / 15,956                 | $1,233,492  |
| TD Garden                      | Boston            | 13,561 / 13,561                 | $1,087,270  |
| Barclays Center                | Brooklyn          | 14,261 / 14,261                 | $1,107,390  |
| Consol Energy Center           | Pittsburgh        | 14,263 / 14,263                 | $1,029,318  |
| The Palace of Auburn Hills     | Auburn Hills      | 15,469 / 15,469                 | $1,178,456  |
| Scotiabank Place               | Ottawa            | 13,696 / 13,696                 | $1,104,550  |
| Bell Centre                    | Montreal          | 15,870 / 15,870                 | $1,255,360  |
| Madison Square Garden          | Nova Iorque       | 27,280 / 27,280                 | $2,390,196  |
| Rogers Centre                  | Toronto           | 43,817 / 43,817                 | $2,671,520  |
| EnergySolutions Arena          | Salt Lake City    | 14,693 / 14,693                 | $1,007,579  |
| Pepsi Center                   | Denver            | 13,629 / 13,629                 | $1,015,154  |
| BOK Center                     | Tulsa             | 12,985 / 12,985                 | $888,101    |
| Verizon Arena                  | North Little Rock | 14,849 / 14,849                 | $974,452    |
| AT&T Center                    | San Antonio       | 14,653 / 14,653                 | $985,153    |
| New Orleans Arena              | Nova Orleães      | 13,986 / 13,986                 | $1,002,620  |
| BJCC Arena                     | Birmingham        | 13,530 / 13,530                 | $920,078    |
| Bridgestone Arena              | Nashville         | 14,287 / 14,28                  | $1,046,887  |
| Greensboro Coliseum            | Greensboro        | 15,395 / 15,395                 | $998,126    |
| Time Warner Cable Arena        | Charlotte         | 15,272 / 15,272                 | $1,089,601  |
| Philips Arena                  | Atlanta           | 12,686 / 12,686                 | $995,137    |
| Amway Center                   | Orlando           | 13,355 / 13,355                 | $1,009,923  |
| AmericanAirlines Arena         | Miami             | 27,580 / 27,580                 | $2,178,830  |
| Manchester Arena               | Manchester        | 28,678 / 28,678                 | $2,398,540  |
| The O2 Arena                   | London            | 58,479 / 60,281                 | $5,053,170  |
| Hallenstadion                  | Zurich            | 13,000 / 13,000                 | $1,364,500  |
| Atlas Arena                    | Łódź              | 13,000 / 13,000                 | $1,056,500  |
| O2 World Hamburg               | Hamburg           | 9,204 / 12,984                  | $871,682    |
| Sportpaleis                    | Antwerp           | 35,751 / 36,939                 | $2,598,300  |
| Valley View Casino Center      | San Diego         | 10,832 / 10,832                 | $915,852    |
| Staples Center                 | Los Angeles       | 27,994 / 27,994                 | $2,307,566  |
| HP Pavilion at San Jose        | San Jose          | 12,996 / 12,996                 | $1,082,050  |
| MGM Grand Garden Arena         | Las Vegas         | 13,362 / 13,362                 | $1,103,893  |
| Pepsi Center                   | Denver            | 12,885 / 12,885                 | $1,022,453  |
| Chesapeak Energy Arena         | Oklahoma City     | 12,209 / 12,209                 | $973,740    |
| CenturyLink Center             | Omaha             | 14,109 / 14,109                 | $1,090,542  |
| Wells Fargo Arena              | Des Moines        | 13,108 / 13,108                 | $1,040,329  |
| United Center                  | Chicago           | 14,574 / 14,574                 | $1,198,621  |
| Bankers Life Fieldhouse        | Indianapolis      | 14,088 / 14,088                 | $1,091,325  |
| Nationwide Arena               | Columbus          | 14,002 / 14,002                 | $1,101,544  |
| Quicken Loans Arena            | Cleveland         | 15,084 / 15,084                 | $1,148,356  |
| First Niagara Center           | Buffalo           | 14,789 / 14,789                 | $1,148,023  |
| XL Center                      | Hartford          | 12,404 / 12,404                 | $1,032,636  |
| TD Garden                      | Boston            | 13,450 / 13,450                 | $1,123,874  |
| Air Canada Centre              | Toronto           | 29,153 / 29,153                 | $2,398,100  |
| Joe Louis Arena                | Detroit           | 15,148 / 15,148                 | $1,208,287  |
| Prudential Center              | Newark            | 26,824 / 26,824                 | $2,211,502  |
| José Miguel Agrelot Coliseum   | San Juan          | 13,674 / 13,674                 | $1,707,044  |
| Estadio Olímpico Félix Sánchez | Santo Domingo     | 11,321 / 21,850                 | $941,883    |
| Arena Anhembi                  | São Paulo         | 31,922 / 33,374                 | $3,266,480  |
| Praça da Apoteose              | Rio de Janeiro    | 22,596 / 33,199                 | $2,460,450  |
| Mario Kempes Stadium           | Córdoba           | 34,328 / 34,328                 | $2,633,870  |
| Estadio Nacional               | Santiago          | 47,969 / 52,300                 | $4,948,320  |
| TOTAL                          | TOTAL             | 1,553,945 / 1,607,799           | 209,272,014 |